# Midlum, Niedersachsen
Midlum är en ortsteil i kommunen Wurster Nordseeküste i Landkreis Cuxhaven i förbundslandet Niedersachsen i Tyskland. Midlum var en kommun fram till 1 januari 2015 när den uppgick i Wurster Nordseeküste. Kommunen Midlum hade 1 681 invånare 2014.